# Morley (Francja)
Morley – miejscowość i gmina we Francji, w regionie Grand Est, w departamencie Moza.
Według danych na rok 1990 gminę zamieszkiwały 194 osoby, a gęstość zaludnienia wynosiła 8 osób/km² (wśród 2335 gmin Lotaryngii Morley plasuje się na 851. miejscu pod względem liczby ludności, natomiast pod względem powierzchni na miejscu 109.).